# Antoine Rebetez
Antoine Rebetez (n. 1897 – d. 28 ianuarie 1980, Les Genevez⁠(d), Cantonul Jura, Elveția) a fost un gimnast artistic ce a reprezentat Elveția, medaliat olimpic. A participat la o ediție a Jocurilor Olimpice (1924) în care a câștigat două medalii de bronz.

## Participări
Lista de mai jos prezintă principalele competiții la care a participat Antoine Rebetez de-a lungul carierei.
- gymnastics at the 1924 Summer Olympics – men's pommel horse[*]